# Missões diplomáticas da Costa Rica

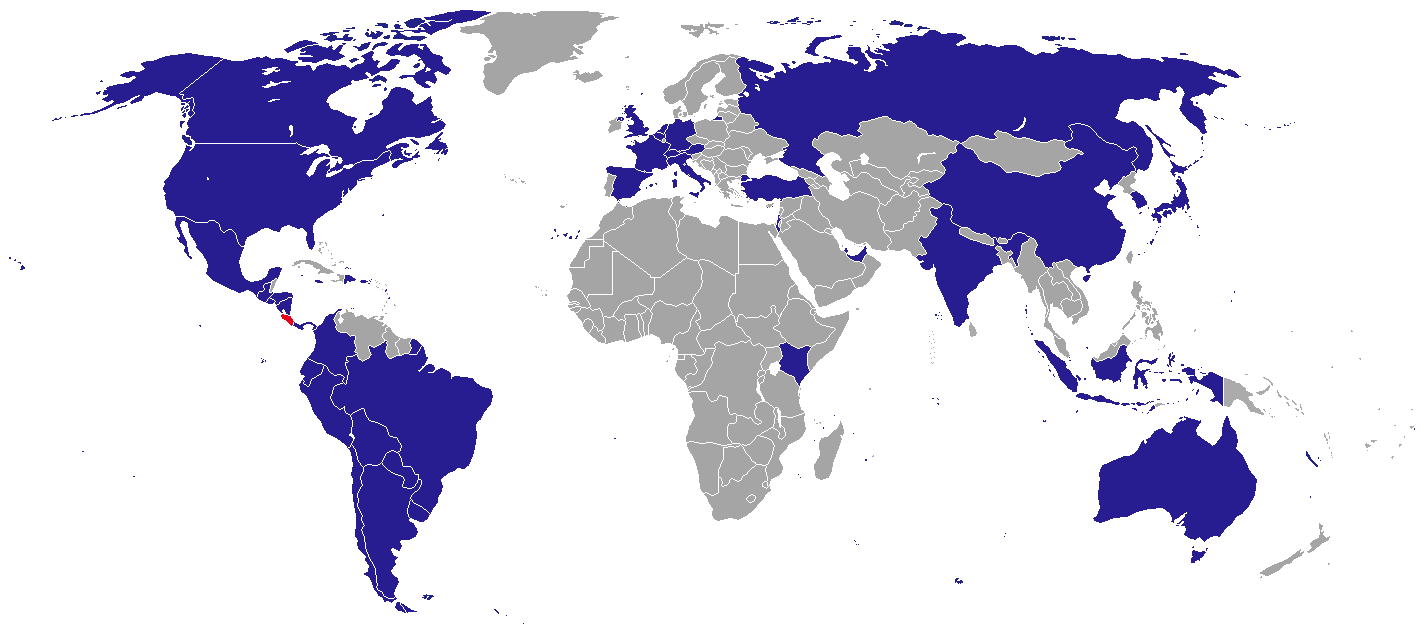
Missões diplomáticas de Costa Rica

Abaixo estão listadas as embaixadas e consulados de Costa Rica:

## Africa

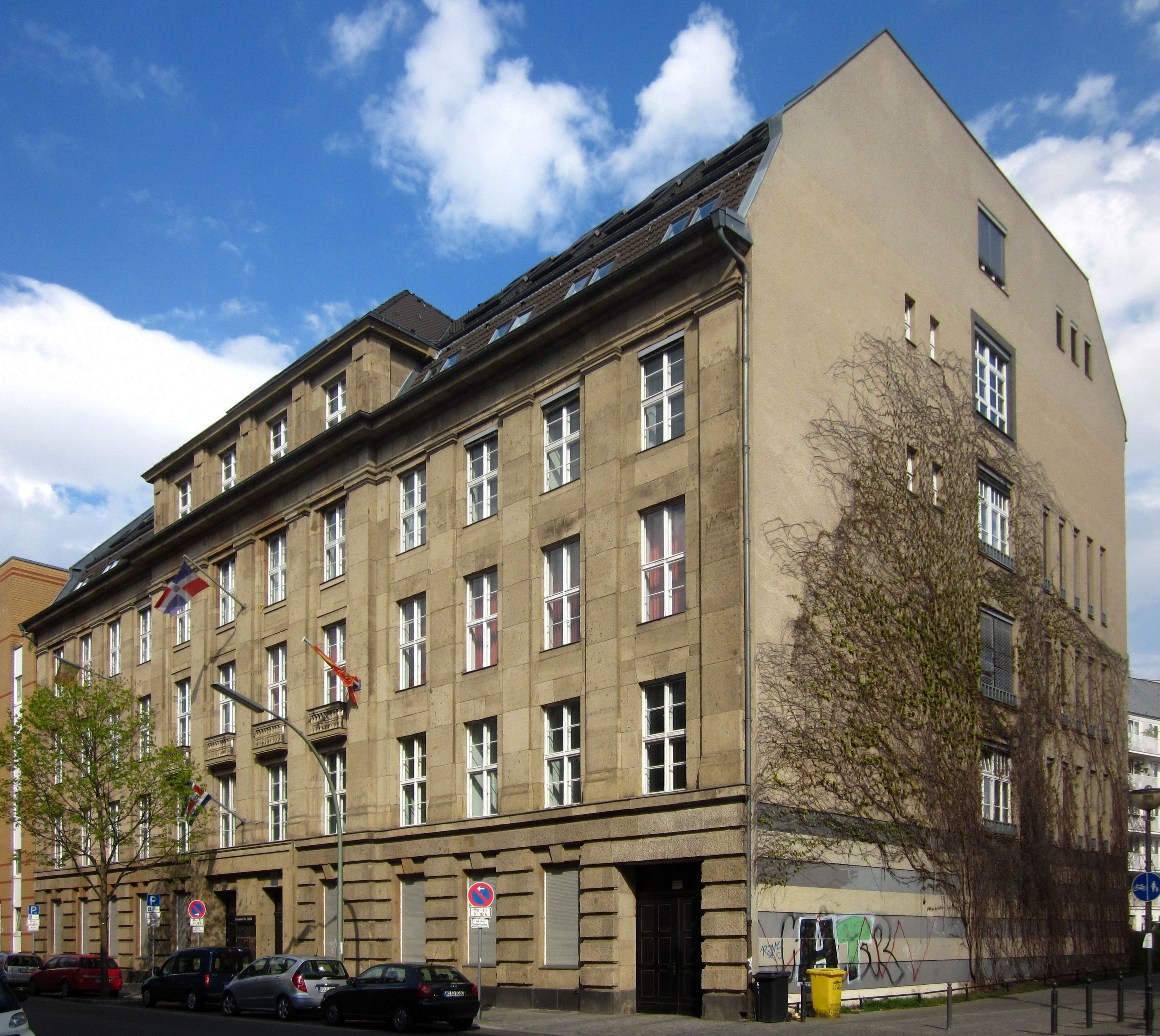
Embaixada de Costa Rica em Berlim

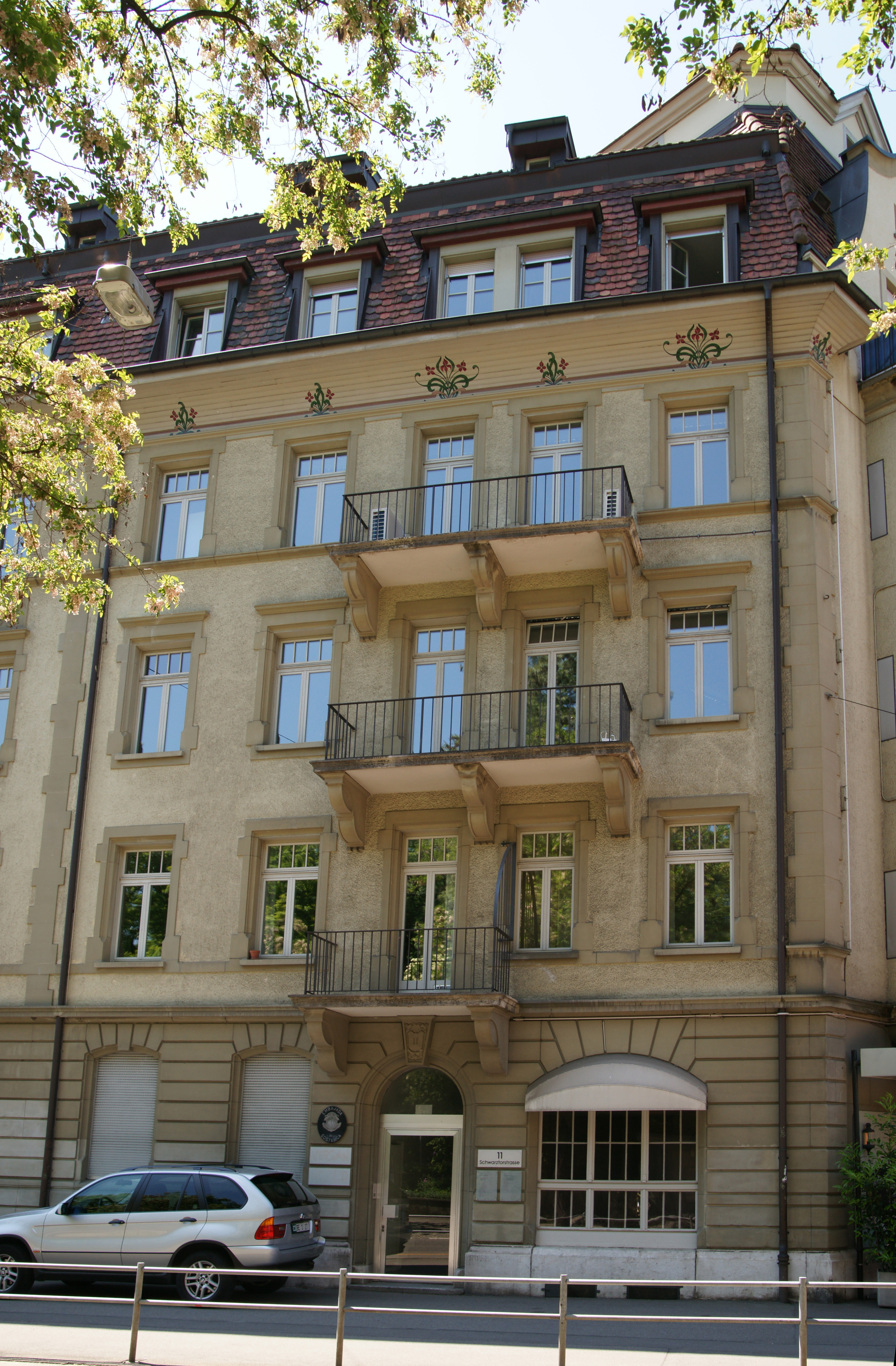
Embaixada de Costa Rica em Berna

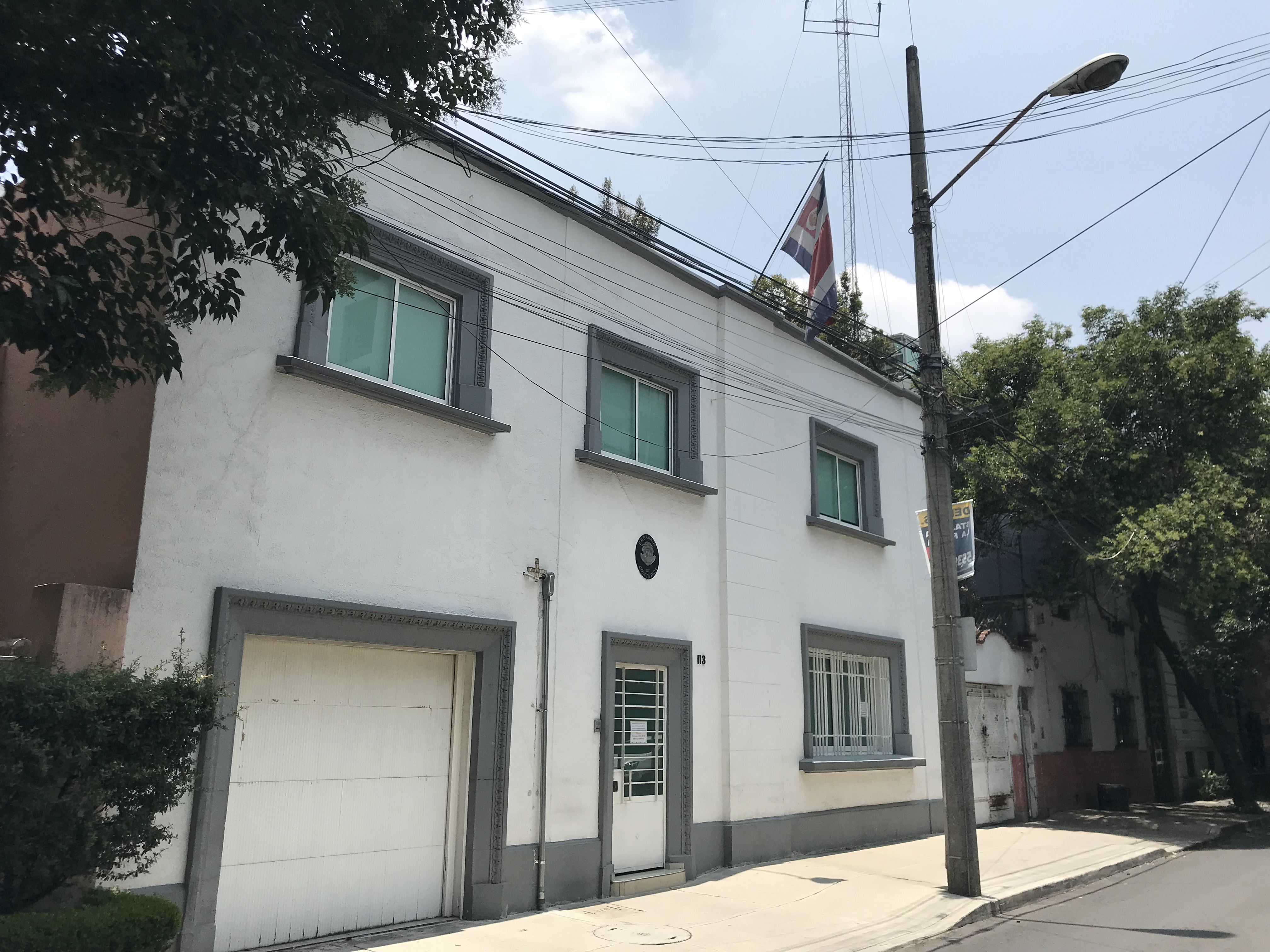
Embaixada de Costa Rica na Cidade do México

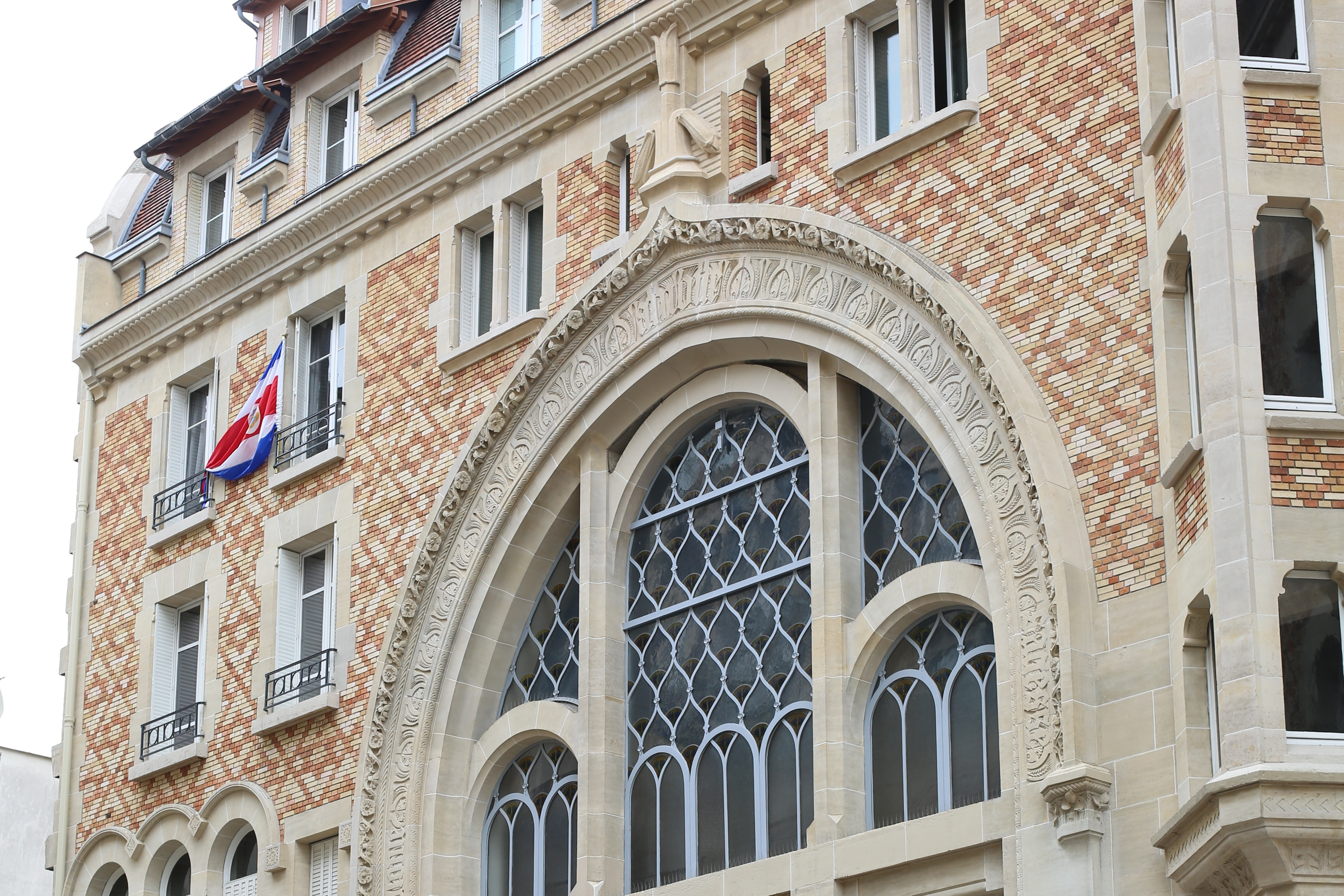
Embaixada de Costa Rica em Paris

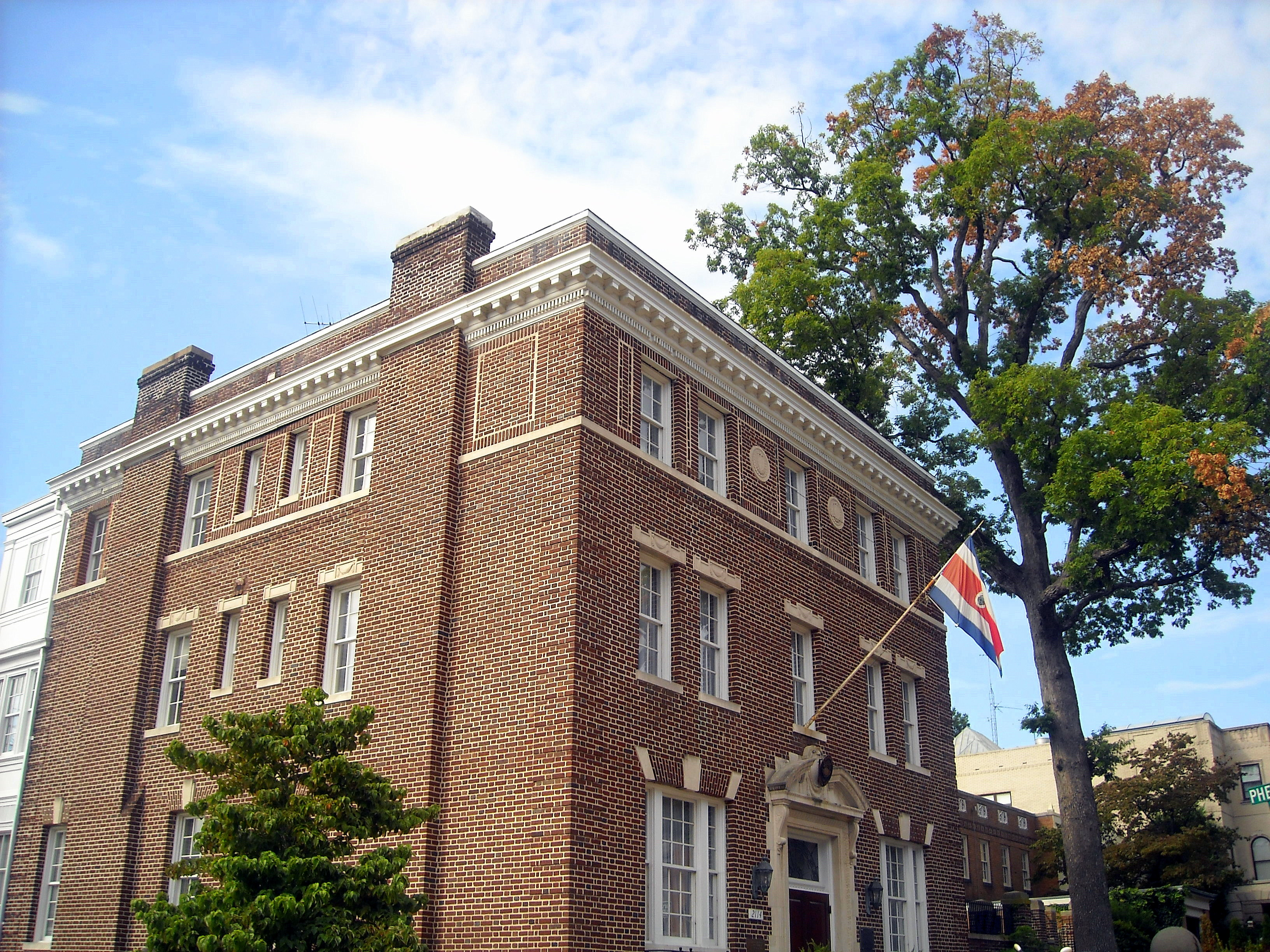
Embaixada de Costa Rica em Washington, DC

- Quênia
  - Nairobi (Embaixada)

## América
- Argentina
  - Buenos Aires (Embaixada)
- Belize
  - Belmopan (Embaixada)
- Bolívia
  - La Paz (Embaixada)
- Brasil
  - Brasília (Embaixada)
- Canadá
  - Ottawa (Embaixada)
  - Toronto (Consulado-Geral)
- Chile
  - Santiago (Embaixada)
- Colômbia
  - Bogotá (Embaixada)
- Cuba
  - Havana (Embaixada)
- El Salvador
  - San Salvador (Embaixada)
- Equador
  - Quito (Embaixada)
- Estados Unidos
  - Washington, DC (Embaixada)
  - Atlanta (Consulado-Geral)
  - Houston (Consulado-Geral)
  - Los Angeles (Consulado-Geral)
  - Miami (Consulado-Geral)
  - Nova Iorque (Consulado-Geral)
- Guatemala
  - Cidade da Guatemala (Embaixada)
- Honduras
  - Tegucigalpa (Embaixada)
- Jamaica
  - Kingston (Embaixada)
- México
  - Cidade do México (Embaixada)
  - Guadalajara (Consulado-Geral)
- Nicarágua
  - Manágua (Embaixada)
  - Chinandega (Consulado)
- Panamá
  - Cidade do Panamá (Embaixada)
  - David (Consulado)
- Paraguai
  - Assunção (Embaixada)
- Peru
  - Lima (Embaixada)
- República Dominicana
  - São Domingos (Embaixada)
- Trinidad e Tobago
  - Port of Spain (Embaixada)
- Uruguai
  - Montevidéu (Embaixada)
- Venezuela
  - Caracas (Embaixada)

## Ásia
- Catar
  - Doha (Embaixada)
- China
  - Pequim (Embaixada)
- Coreia do Sul
  - Seul (Embaixada)
- Índia
  - Nova Deli (Embaixada)
- Israel
  - Tel Aviv (Embaixada)
- Japão
  - Tóquio (Embaixada)
- Singapura
  - Singapura (Embaixada)
- Turquia
  - Ancara (Embaixada)

## Europa
- Alemanha
  - Berlim (Embaixada)
- Áustria
  - Viena (Embaixada)
- Bélgica
  - Bruxelas (Embaixada)
- Espanha
  - Madri (Embaixada)
- França
  - Paris (Embaixada)
- Itália
  - Roma (Embaixada)
- Países Baixos
  - Haia (Embaixada)
- Reino Unido
  - Londres (Embaixada)
- Chéquia
  - Praga (Embaixada)
- Rússia
  - Moscou (Embaixada)
- Santa Sé
  - Roma (Embaixada)
- Suíça 
  - Berna (Embaixada)

## Oceania
- Austrália
  - Sydney (Consulado-Geral)

## Organizações multilaterais
- Genebra (Missão permanente da Costa Rica ante as Nações Unidas e organizações internacionais)
- Nova Iorque (Missão permanente da Costa Rica ante as Nações Unidas)
- Washington, DC (Missão permanente da Costa Rica ante a Organização dos Estados Americanos)